# القعير (المغربة)

تعديل مصدري - تعديل

القعير هي إحدى قرى عزلة بني جديلة بمديرية المغربة التابعة لمحافظة حجة، بلغ تعداد سكانها 387 نسمة حسب تعداد اليمن لعام 2004.